# Enseñanza de la lengua y la literatura
La enseñanza de la lengua y la literatura  a fines del siglo XX y comienzos del XXI se relaciona con el pensamiento y la acción, o sea la transferencia de saber y la herramienta sobre la que se articulan gran parte de los procesos que relacionan a los seres humanos.
La lengua posibilita la interacción social. En este sentido la lengua habilita la comunicación, permitiendo crear vínculos entre los miembros de la sociedad. Por lo tanto este abordaje de la lengua desde la comunicación plantea que la enseñanza de la lengua debe realizarse con el objetivo principal de permitir desarrollar las habilidades y adquirir los conocimientos apropiados para comprender y producir mensajes eficaces en una forma que sea correcta y adecuada, y brindar los elementos que permitan utilizar estrategias adecuadas.
Por ello la enseñanza de la lengua parte de las destrezas lingüísticas básicas a saber: hablar, escuchar, leer y escribir textos propios de contextos de comunicación cotidianos. Se pone énfasis en la importancia que la enseñanza de la lengua habilite la comprensión a través de la lectura y la reflexión.